# Лигун Петро Петрович
Петро Петрович Лигун (15 квітня 1929, село Веселий Поділ, тепер П'ятихатського району Дніпропетровської області — ?) — український радянський діяч, старший горновий доменного цеху Дніпровського металургійного заводу імені Дзержинського Дніпропетровської області. Депутат Верховної Ради СРСР 5-го скликання. Обирався членом ЦК ЛКСМУ. Член Центрального комітету профспілки працівників металургійної промисловості.

## Життєпис
Народився 1929 року в селянській родині. Рано втратив батька. Освіта неповна середня. З 1944 року — учень ремісничого училища при Дніпровському металургійному заводі імені Дзержинського міста Дніпродзержинська. З 1945 року працював у бригаді монтажників на відбудові доменної печі № 6 Дніпровського металургійного заводу імені Дзержинського.
З 1946 року — старший горновий доменних печей доменного цеху Дніпровського металургійного заводу імені Дзержинського міста Дніпродзержинська Дніпропетровської області.
Член КПРС з 1955 року.
Закінчив трирічні курси майстрів при відділі технічного навчання Дніпровського металургійного заводу імені Дзержинського.
Потім — на пенсії в місті Дніпродзержинську (Кам'янському) Дніпропетровської області.

## Нагороди
- орден Леніна (19.07.1958)
- ордени
- медалі
- звання «Кращий горновий СРСР»